# Гойслав
Гойслав, Гоїслав (хорв. Gojslav) — хорватський король з династії Трпимировичів, молодший син короля Степана Држислава, який розділяв владу в 1000—1020 роках з братом Крешимиром.

## Змова
Після смерті Степана Држислава в 997 році почалася міжусобиця, Крешимир і Гоїслав змовились проти старшого брата Светослава Суроня, що зійшов на трон. Вони звернулися до болгарського правителя Самуїла з проханням про допомогу. Самуїл вважав звернення братів зручним приводом для вторгнення до Хорватії і в 998 році почав війну.
Військові дії були успішними для болгар, Самуїл зайняв і розорив всю Південну Далмацію аж до Задара, включаючи великі портові міста Трогір і Спліт, після чого повернувся через Боснію до Болгарії. Завойовану територію він передав під владу Крешимиру і Гоїславу. У 1000 році, використовуючи болгарську допомогу, брати скинули Светослава і стали співправителями країни.
Повалений король втік до Венеції, яка вступила в конфлікт на його боці. Венеційський дож П'єтро II Орсеоло в тому ж 1000 році почав кампанію в Далмації проти Крешимира і Гойслава. Венеційські війська взяли Задар, потім Трогір і Спліт, і, зрештою, острови Корчула і Ластово; а також тодішню хорватську столицю — Біоград-на-Мору.
Светославу це не надто допомогло, повернути корону він не зміг, а після зміни влади у Венеції був змушений тікати з родиною до Угорщини, де незабаром і помер.

## Подальше правління
Подальше правління Крешимира і Гойслава проходило під знаком війни з Венецією в безуспішних спробах повернути Хорватії захоплене венеційцями далматинське узбережжя. Мир був укладений за посередництва візантійського імператора Василя II. Далматинські міста перейшли під формальний контроль Візантії, Крешимир і Гойслав, як її васали, стали де-юре правителями, підконтрольних імперії, територій. На ділі, постійна боротьба різних сил навколо важливих далматинських торгових міст, в першу чергу Задара, Трогіра і Спліта, призвела до формування в цих містах власної правлячої аристократії і їх де-факто незалежності.
У 1020 Гойслав був убитий Крешимиром за невідомих обставин. Це викликало загальне невдоволення в країні і втручання папського престолу, що позбавив братовбивцю титулу короля. Тільки після того, як Крешимир поклявся у своїй невинності, титул йому був повернутий, проте його влада була істотно підірвана.